# Mšec
Mšec (Duits: Kornhaus) is een Tsjechische gemeente in de regio Midden-Bohemen en maakt deel uit van het district Rakovník. Het dorp ligt op 5,5 km afstand van Nové Strašecí en 14,4 km afstand van Slaný.
Mšec telt 861 inwoners.

## Geografie
De gemeente bestaat uit de volgende plaatsen:
- Mšec;
- Háj.

## Etymologie
De naam Mšec was oorspronkelijk een verkleinvorm van het woord mech (mos).
In zowel Tsjechische als Duitse historische bronnen wordt Mšec vaak aangeduid als Kornhaus, Kornhauz en Kornouz. Volgens taalkundige Antonín Profous is die naam afgeleid van het Middelhoogduitse woord Kornhûs dat graanschuur betekent.

## Gemeentewapen
Mšec gebruikt een gemeentewapen bestaande uit een blauw schild met daarop een afbeelding van gebonden graan. De datum van ingebruikname is onbekend, evenals waarom deze specifieke afbeelding gekozen is, maar het wapen werd al getoond op zegels uit de 16e eeuw.

## Geschiedenis

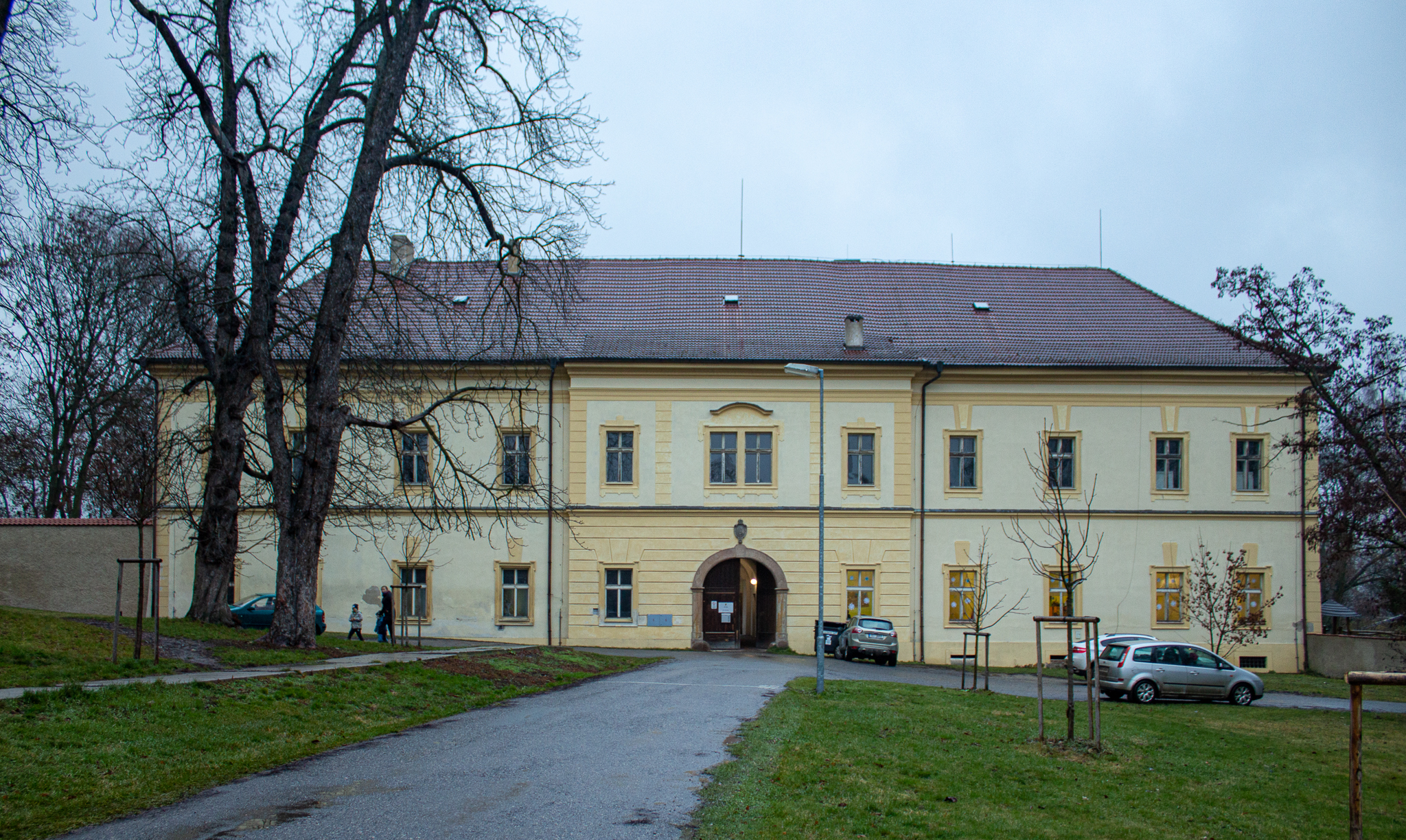
Kasteel van Mšec (voorzijde)

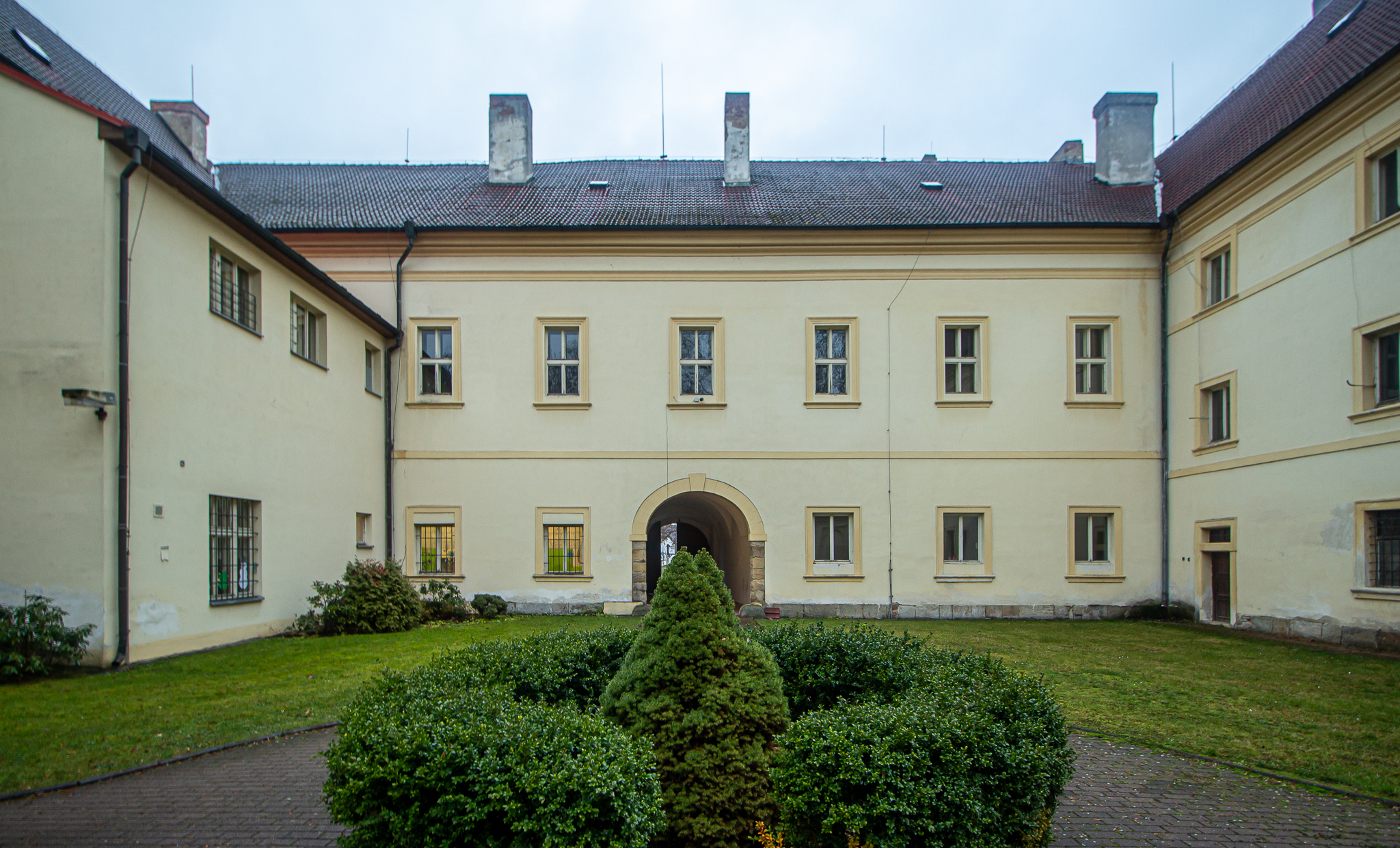
Kasteel van Mšec (binnenplaats)

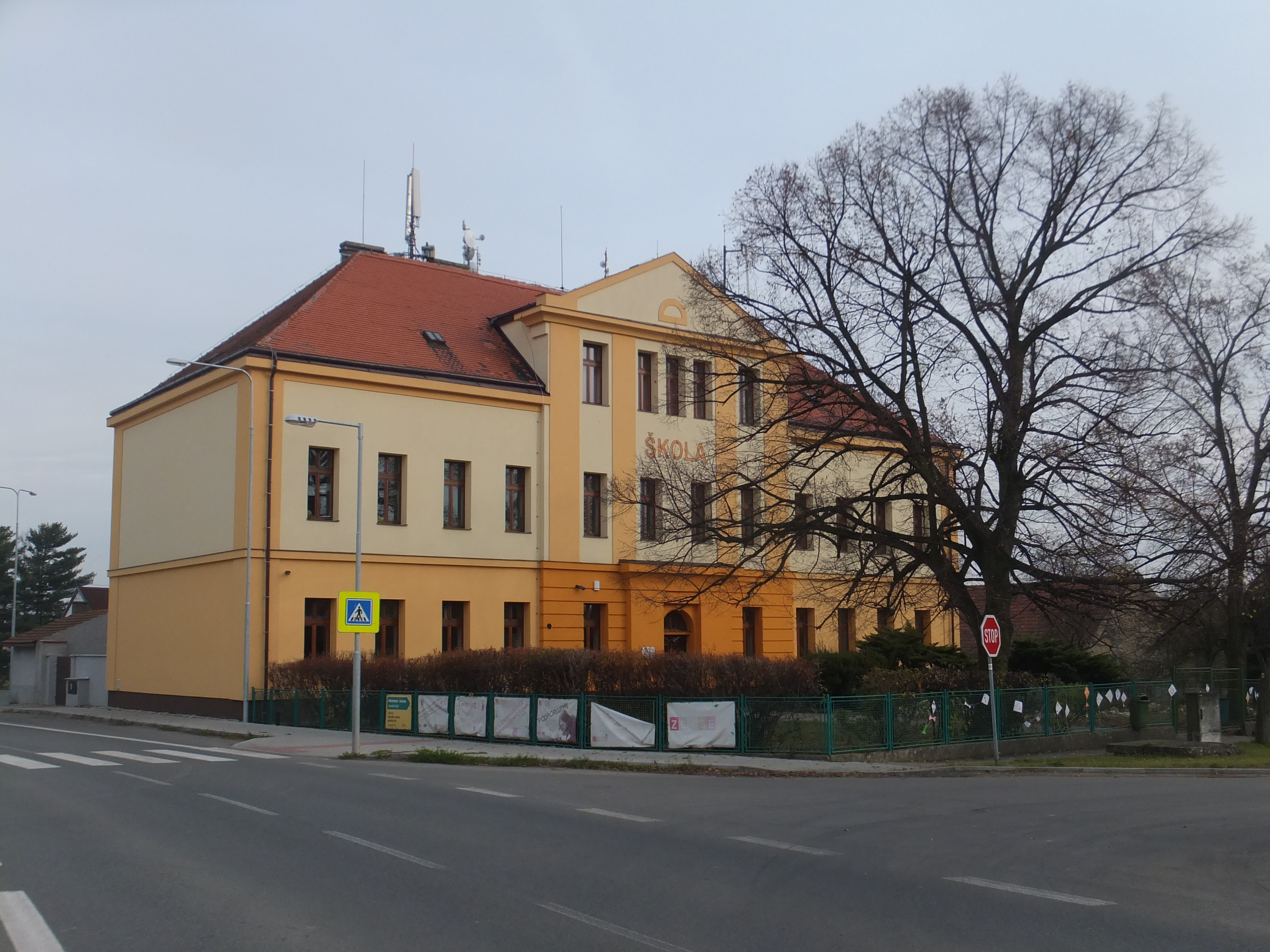
School van Mšec

De eerste schriftelijke vermelding van Mšec dateert van 1316] toen de heer Dcherz van Mssecz er met zijn dochter Zdeňka eigenaar van werd. Later was Mšec eigendom van de familie Kolovrat, wiens gemeenschappelijke voorvader. In 1361 werd een verdrag getekend over de grenzen tussen het koninklijke landgoed Křivoklát en de dorpen Mšec en Mšecké Žehrovice. De parochie van Mšec werd voor het eerst vermeld in 1352. De eerste vermelding van de Duitstalige naam Kornhaus dateert van tussen 1352 en 1368 (Albertus dictus Colowrat de Cornuss). In 1387 verzette Albrecht van Kolovrat (vader of diens zoon) zich samen met Markvart van Vartenberk tegen koning Wenceslaus IV en bezette de toegangswegen. Uiteindelijk - rond 1388 - veroverde het koninklijke leger Mšec en brandde het dorp plat.
In 1539 werd Mšec voor het eerst aangeduid als gemeente en werd ook het kasteel van Mšec voor het eerst genoemd.
In 1586 werd Mšec samen met Mšecké Žehrovice en Hořešovice aangekocht voor de prijs van 55.000 kopeken door Matyáš Štampach van Štampach († 1613), keizerlijk raadslid en gouverneur van Slánský. Mšec kende onder zijn leiding een periode van grote welvaart. In 1601 liet de familie Štampach een school bouwen, kocht een nieuwe grote klok voor de kerk aan en bouwde het kasteel om naar renaissancestijl. Ook werd een bijgebouw van twee verdiepingen gebouwd waarin een rijke verzameling antiquiteiten te zien waren en een bibliotheek gehuisvest was. Daarnaast liet men een zomerpaleis bouwen (afgebroken in 1678). Naast het kasteel werd een kruidentuin aangelegd, een fazanterie gebouwd, en een aantal boomgaarden en hoptuinen aangelegd. Ook werden, elders in het dorp, nieuwe herbergen, molens, een nieuwe houtzagerij en steenbakkerij in gebruik genomen. Het wapen van Štampach, een rood schild met een zilveren spant, drie rode rozen en de initialen van de bouwer, is bewaard gebleven op de binnenplaats van het kasteel, boven de ingang van de noordvleugel.
In het kasteel van Mšec was later het omvangrijke archief van Schwarzenberg ondergebracht, maar in de 20e eeuw verhuisde het naar het regionale rijksarchief Třeboň.
Sinds 2003 is Mšec wederom een zelfstandige gemeente binnen het Rakovníkdistrict.
Op 10 oktober 2006 werd Mšec officieel omgedoopt tot marktstad.

## Verkeer en vervoer

### Autowegen
De weg I/16 loopt door het dorp en verbindt Mšec met Řevničov en Slaný. Buiten het dorp wordt de gemeente doorkruist door weg II/237 Rakovník - Nové Strašecí - Mšec - Třebíz - Peruc.

### Spoorlijnen
Er is geen station in (de buurt van) het dorp.

### Buslijnen
Er halteren buslijnen naar de volgende bestemmingen in de gemeente: Kladno, Praag, Rakovník, Řevničov, Slaný, Tuchlovice, Vinařice.

## Bezienswaardigheden
- Kasteel van Mšec;
- Sint-Catharina van Alexandriëkerk;
- Kapel van Sint Johannes van Nepomuk.

## Galerij

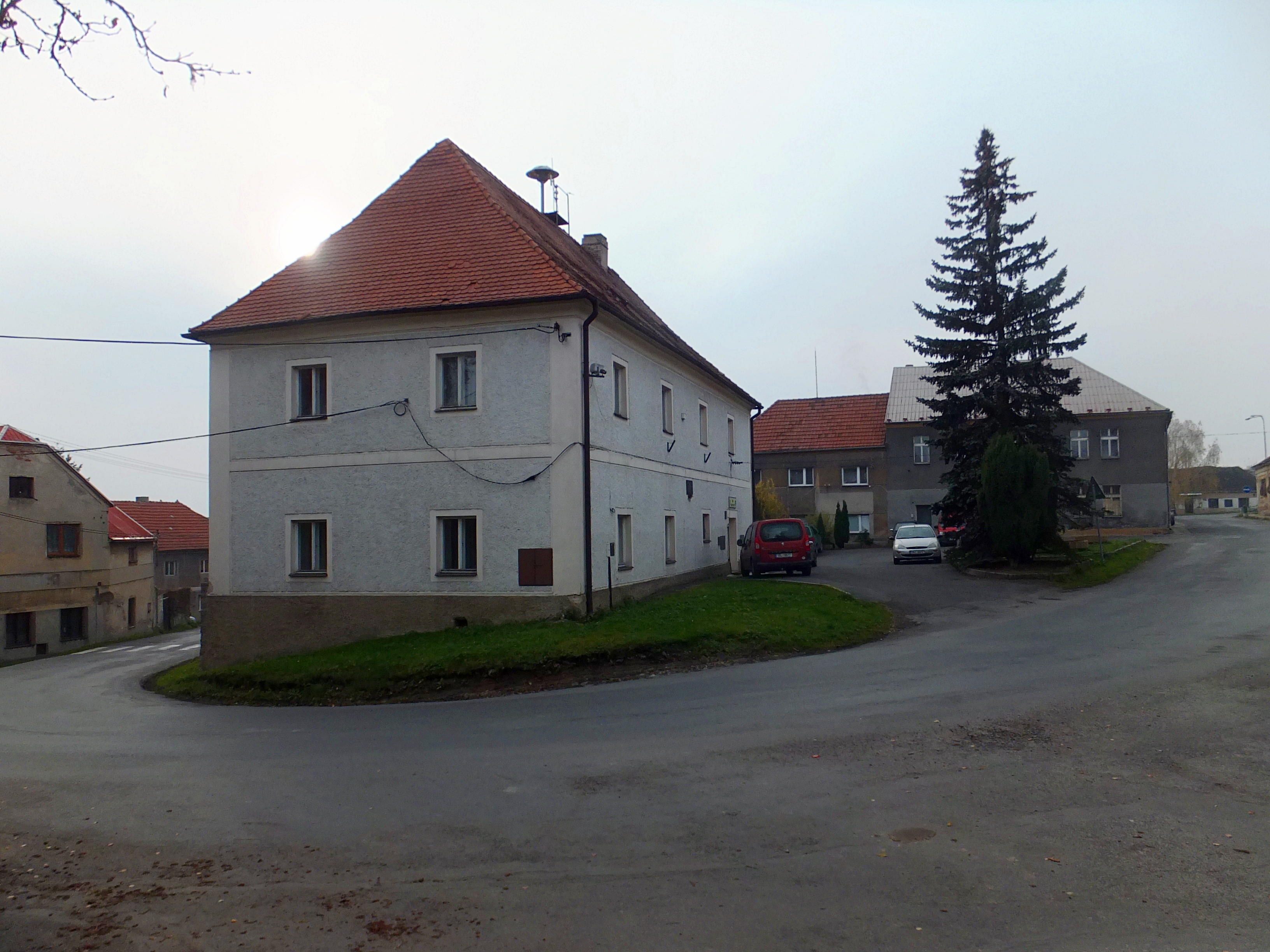
Gemeentehuis
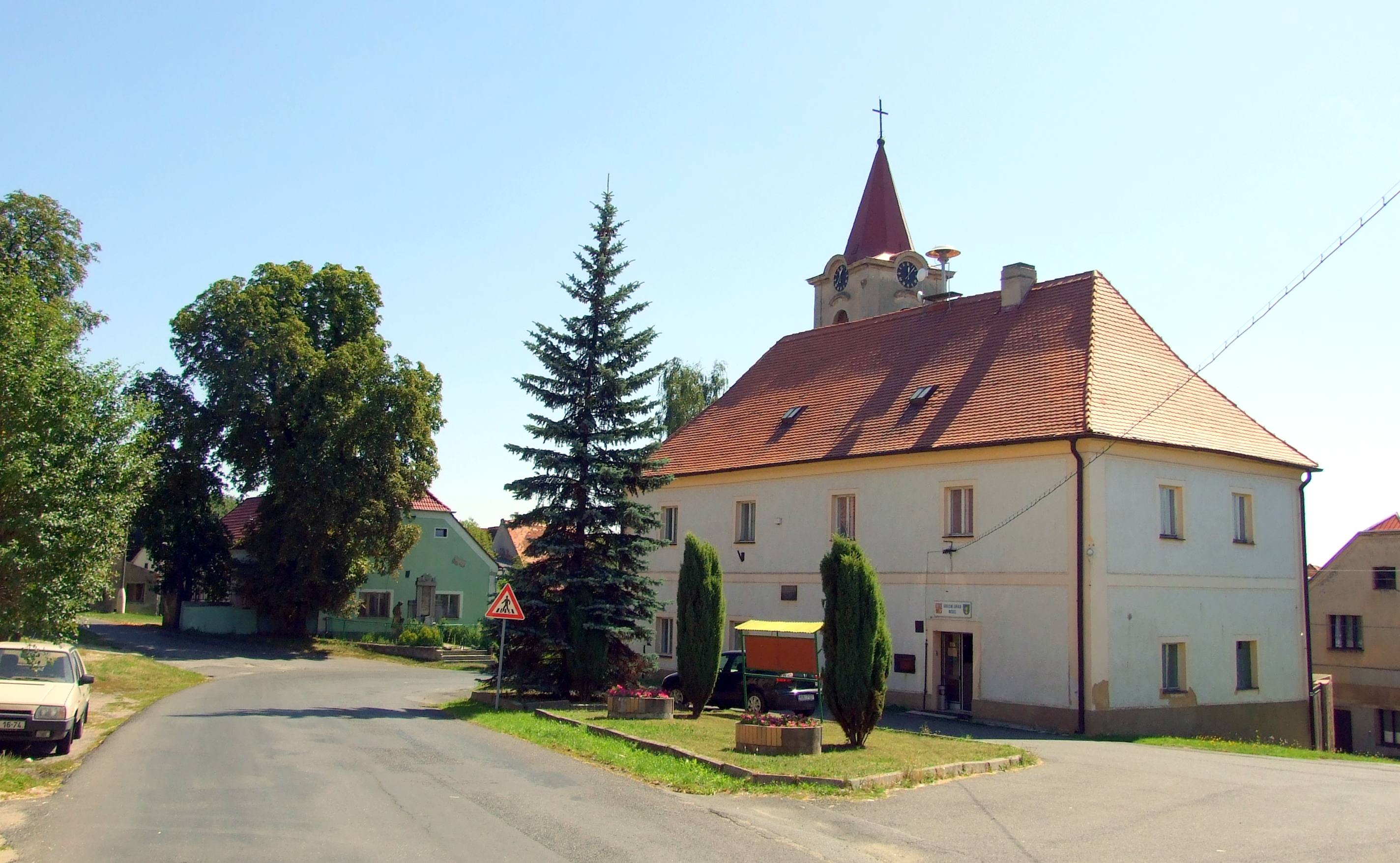
Pleintje met Sint-Catharina van Alexandriëkerk
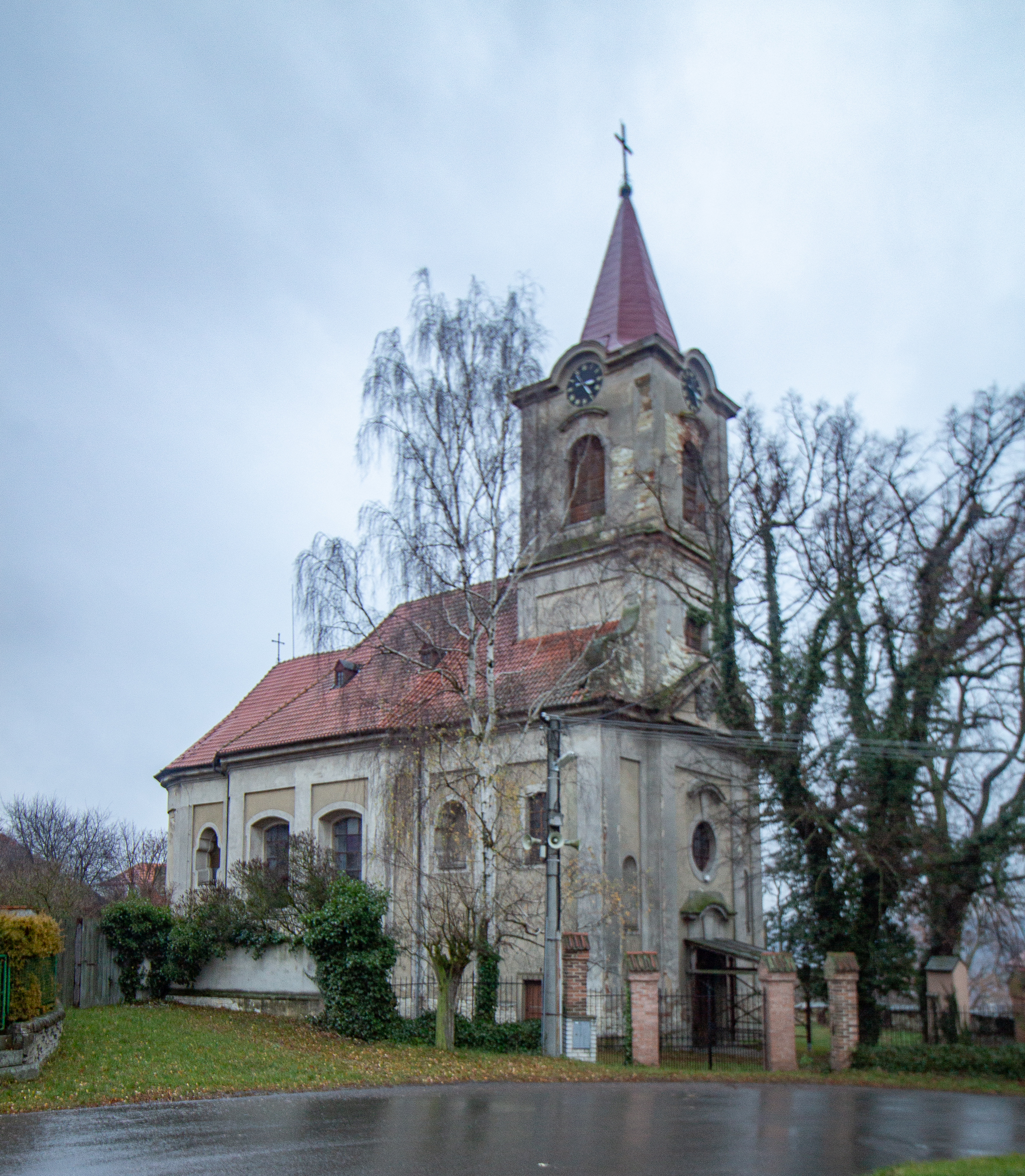
Sint-Catharina van Alexandriëkerk (voorzijde)
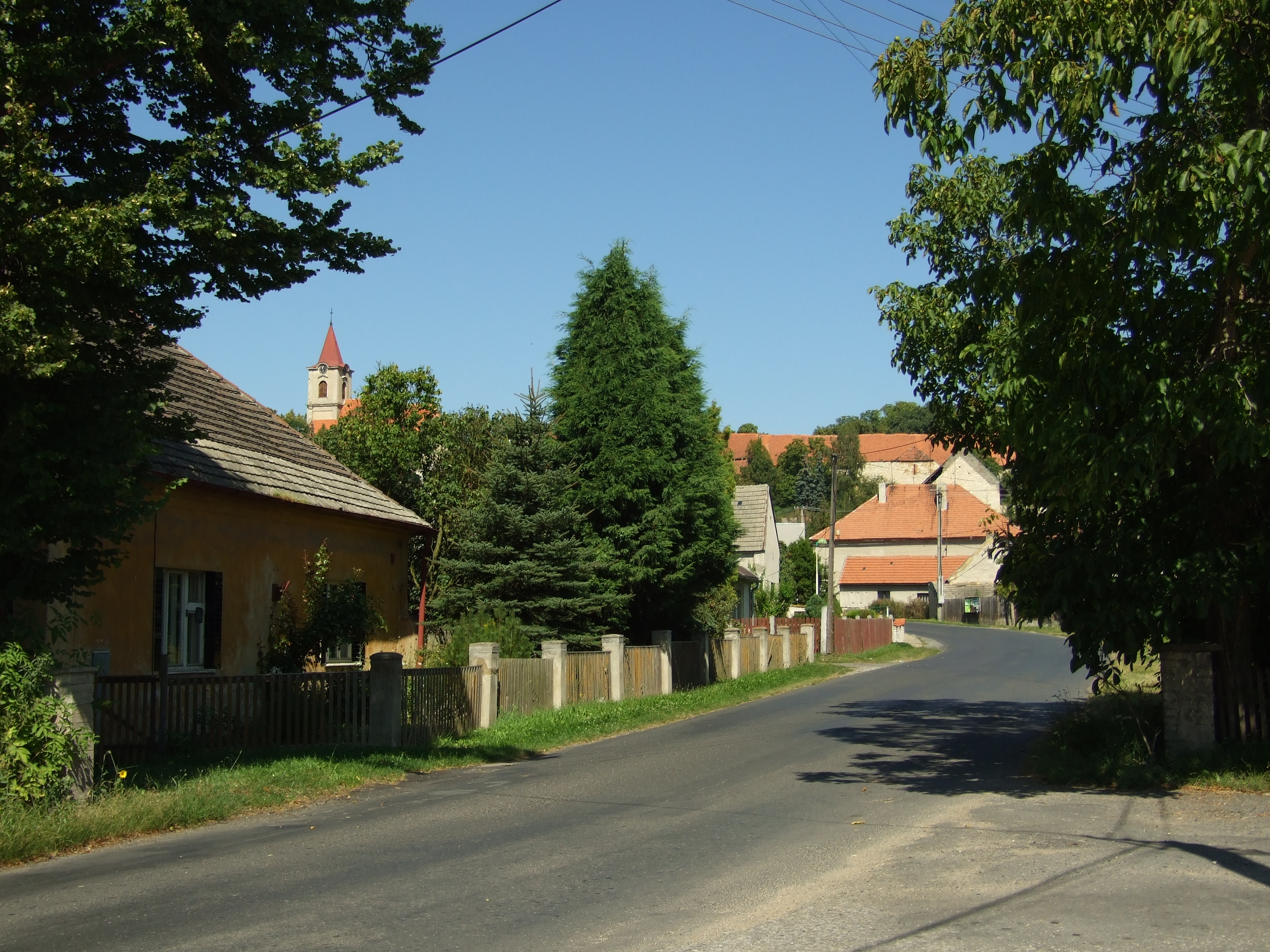
Straat in Mšec
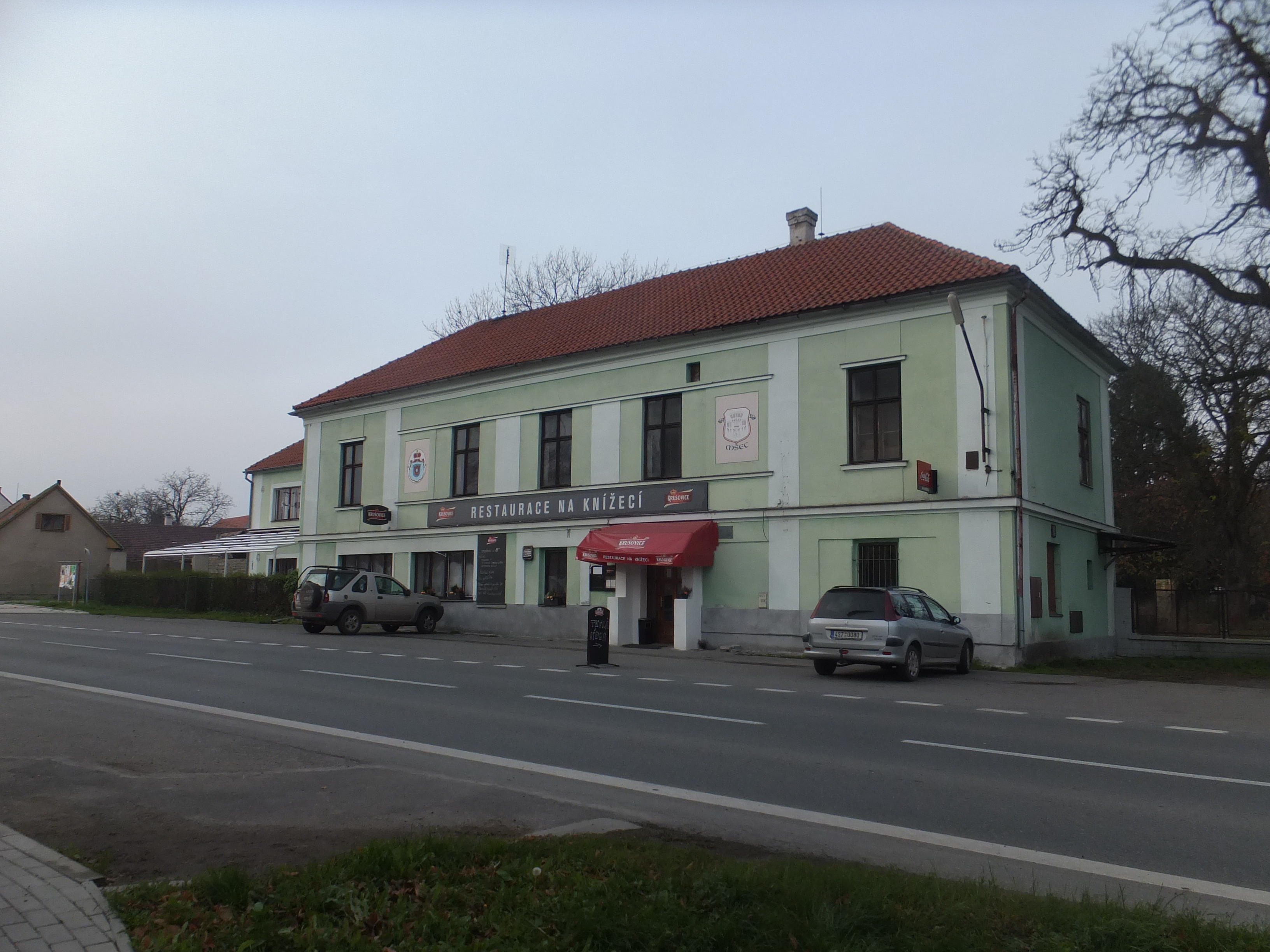
Restaurant in de hoofdstraat